# Гельмар Штіґлер
Гельмар Штіґлер (нім. Helmar Stiegler; нар. 18 березня 1960) — колишній австрійський тенісист.
Найвищу одиночну позицію світового рейтингу — 224 місце досяг 4 січня 1981, парну — 433 місце — 6 листопада 1984 року.

## Фінали ATP Челленджер

### Парний розряд: 3 (0–3)
| Результат | Ранг | Дата     | Турнір          | Покриття | Партнер          | Суперники               | Рахунок       |
| --------- | ---- | -------- | --------------- | -------- | ---------------- | ----------------------- | ------------- |
| Поразка   | 1.   | Бер 1980 | Лінц, Австрія   | Тверде   | Роберт Райнінгер | Тоні Грем Белус Прахокс | 2–6, 6–4, 5–7 |
| Поразка   | 2.   | Лют 1982 | Найробі, Кенія  | Ґрунт    | Бернгард Пільс   | Дрю Джітлін Ян Кодеш    | 4–6, 6–3, 3–6 |
| Поразка   | 3.   | Лют 1983 | Кадуна, Нігерія | Ґрунт    | Бернгард Пільс   | Майк Барр Якоб Гласек   | 4–6, 1–6      |